# Đại Thành, Quốc Oai
Đại Thành là một xã thuộc huyện Quốc Oai, thành phố Hà Nội, Việt Nam.
Xã Đại Thành có diện tích 2.68 km², dân số năm 2022 là 6.757 người, mật độ dân số đạt 2.521 người/km².